# Неправильные копы
«Неправильные копы» (англ. Wrong Cops) — французско-американская комедия 2013 года. Премьера фильма состоялась на кинофестивале Сандэнс 2013. В России фильм вышел 29 мая 2014 года.

## Сюжет
Лос-Анджелес — преступность искоренена, все ведут вполне добропорядочный образ жизни. Но полицейские остались, и делать им абсолютно нечего. От скуки они сами потихоньку нарушают закон: кто-то приторговывает наркотиками, кто-то снимается для гей-журналов, кто-то пристает к добропорядочным гражданам. Такие развлечения не могли не привести в один ужасный день к настоящему преступлению — один из героев убивает человека. А другие, вместо того, чтобы арестовать теперь уже настоящего преступника, помогают ему скрыть следы преступления.

## В ролях
| Актёр              | Роль                 |
| ------------------ | -------------------- |
| Марк Бёрнэм        | офицер Дюк           |
| Эрик Жюдор         | офицер Роуг          |
| Стив Литтл         | офицер Саншайн       |
| Мэрилин Мэнсон     | Дэвид Долорес Фрэнк  |
| Грейси Забриски    | Донна (мать Дюка)    |
| Арден Майрин       | офицер Холмс         |
| Эрик Верхейм       | офицер де Лука       |
| Эрик Робертс       | Боб                  |
| Изабелла Пальмиери | Роуз                 |
| Курт Фуллер        | Музыкальный продюсер |
| Дэниэл Куинн       | Сосед                |
| Хиллари Так        | Кайли (жена Саншайн) |
| Дженнифер Блэнк    | Рут (соседка Роуг)   |
| Тим Тробек         | Андре (муж Рут)      |
| Рэй Уайз           | капитан Энди         |
| Джоэль Брайант     | Билл (муж Холмса)    |
| Роксана Мескида    | девушка              |
| Дон Старк          | Гэри                 |
| Агнес Брукнер      | Джулия               |
| Боб МакКрекен      | Вилли                |
| Брэндон Бимер      | офицер Браун         |